# José Quesada Larrea
José Quesada Larrea (Trujillo, 8 de marzo de 1898-enero de 1961) fue un abogado y periodista peruano. 

## Biografía
Nacido en Trujillo, siendo sus padres el exsenador Alberto Quesada Rivas y Carmen Larrea Delgado. Hermanos suyos fueron el exministro Fortunato Quesada Larrea, el empresario Valentín Quesada Larrea y el abogado Alberto Quesada Larrea. Asimismo, fue tío del exministro Fortunato Quesada Lagarrigue.
En 1926 se casó con Mariana Eguren, hija de Gustavo Eguren y Carmen Delgado.
Realizó sus estudios en la Facultad de Jurisprudencia de la Universidad de San Marcos, de la que se graduó de bachiller en Derecho (1921). Trabajó, luego, para el prestigioso estudio de Manuel Vicente Villarán.
En 1939, con intención de participar en las elecciones presidenciales, organizó el Frente Patriótico con el apoyo de Manuel Vicente Villarán y del exiliado Luis A. Flores, líder de una facción de la Unión Revolucionaria. El único otro candidato presentado fue el banquero Manuel Prado Ugarteche, quien estaba apoyado por el presidente Óscar R. Benavides. Para el propósito de dirigir su campaña política, Quesada contó con el apoyo de la industria agropecuaria, a la que estaba muy vinculado, y adquirió El Comercio y La Prensa; desde el que defendió la libertad electoral ante un posible fraude. Finalmente, Quesada perdió las elecciones con un 22 % frente a un 77 % de Prado.
En 1945, apoyó la candidatura presidencial del mariscal Eloy Ureta y formó parte de su equipo de asesores junto a Manuel Abastos, Raúl Porras Barrenechea y su compañero de La Prensa Guillermo Hoyos Osores. En 1947, el presidente José Luis Bustamante y Rivero lo nombró embajador en Argentina, cargo al que renunció en 1948 tras el golpe de Estado del general Odría.
Posteriormente, fue presidente del Club Nacional (1952-1954).